# Vaux-sur-Sûre
Vaux-sur-Sûre är en kommun i Belgien.   Den ligger i provinsen Luxemburg och regionen Vallonien, i den sydöstra delen av landet, 140 km sydost om huvudstaden Bryssel. Antalet invånare är 5 139.
I omgivningarna runt Vaux-sur-Sûre växer i huvudsak blandskog. Runt Vaux-sur-Sûre är det ganska glesbefolkat, med 24 invånare per kvadratkilometer.